# Ольга Мак
О́льга Нилівна Петрова, у шлюбі Дорошенко, Гец; літературний псевдонім  — Ольга Мак (20 липня 1913, Кам'янець-Подільський — 18 січня 1998, Торонто) — українська (в діаспорі) письменниця. Членкиня Об'єднання українських письменників «Слово» і Спілки письменників України (1994).

## Біографія
Народилася 20 липня 1913 року в Кам'янці-Подільському в небагатій родині державного урядовця Нила Семеновича Петрова. Ледве Ользі виповнилося півроку, як родина перебралась до Києва і прожила там до 1920 року. Війна змусила переїхати до села Вільхівчик поблизу Корсуня (нині Корсунь-Шевченківський), де протікала річка Рось. Письменниця згадувала, що саме там, у Вільхівчику, відчула себе українкою. Після несподіваної й передчасної смерті двох її сестер та батька родина повернулася до Кам'янця.
1929 року Ольга закінчила третю семилітню школу в Кам'янці-Подільському. Працювала в радгоспі села Цибулівка, ліквідовувала неписьменність, потім вступила до технікуму чужоземних мов.
У травні 1932 року одружилася з ученим-мовознавцем, перекладачем, уродженцем Кам'янця-Подільського Вадимом Дорошенком (1905 — 1944), який навчався в аспірантурі. 
1933—1935 — родина Дорошенків мешкала в м. Кривий Ріг. Вадим Дорошенко працював у Криворізькому педагогічному інституті, спочатку викладачем, потім завідувачем кафедри мовознавства. У Кривому Розі народилася перша дочка Ольги та Вадима  — Вікторія.
1935 року, після захисту дисертації чоловікові запропонували посаду професора кафедри загального мовознавства в Ніжинському педагогічному інституті. Тож Ольга переїхала з ним у Ніжин і вступила до місцевого педінституту. У цей час народилася друга дочка — Мирослава
1938 року закінчила літературно-лінгвістичний факультет Ніжинського педагогічного інституту. У цей час чоловіка арештували як «учасника української контрреволюційної націоналістичної повстанської організації». Дирекція інституту відмовилася видати Ользі диплом, видала тільки довідку про прослуханий курс. Але Вадима Дорошенка виправдали. 
1939 —1940 — родина Дорошенків переїхала в м. Бердичів, де Вадим викладає в учительському інституті, а Ольга — у школі.
1940 року Вадима Дорошенка знову заарештували, суд приговорив його до розстрілу як «ворога народу», але 1941 року вирок замінили на 10 років таборів. 1944 року він помер в Усольтаборі.
1941 року Ольга тікає до матері в Кам'янець-Подільський. 1943 року журналіст, майбутній чоловік — Микола Гец допомагає вибратися у Європу: до Словаччини, а згодом і до Австрії. Жила в Австрії, 1947 року переїхала до Бразилії, одружилася з Миколою Гецом, народила сина Миколу. Від 1970 року жила в Торонто (Канада).
1993 року відвідала Україну, побувала в Кам'янці-Подільському, де зустрілася з подругою дитинства — подільською фольклористкою Тамарою Сис-Бистрицькою.
Після 1996 року знизила творчу діяльність через важку хворобу. Померла Ольга Мак у Торонто 18 січня 1998 року. Її поховали на цвинтарі Святого Володимира в Онтаріо.

## Творчість
Писати почала під час навчання в інституті, але твори не показувала.
На еміграції під псевдонімом стала друкувати оповідання в газеті «Свобода». 1954 року в Мюнхені видала першу книжку — спогади про пережиті роки сталінського терору «З часів єжовщини».
Переважну більшість творів Ольга Мак написала для дітей. У цих творах зображено молодь, яка прагне до морального вдосконалення, шукає свою стежку в житті.
Стиль письма Ольги Мак позначено імпресіоністичною наснагою, прийнято ностальгічними елементами, любов'ю до України. Її герої та героїні вольові, сповнені енергії, люблять свій народ, свою країну.
За оповідання «Дала дівчина хустину», «У великодню ніч», «Столиця голодного жаху» отримувала премії на конкурсах, що їх проводила Світова федерація українських жіночих організацій (СУФУЖО).
Авторка праць «З часів єжовщини» (1954); художніх творів «Бог вогню» (три томи, 1955), «Чудасій» (1956), «Жаїра» (два томи, 1958), «Проти переконань» (1960), «Куди йшла стежка» (1961), «Каміння під косою» (1973), повісті «Лебідка» (1960); книжок для молоді «Призабуті казки» (1977), «Як Олег Царгород здобув» (1989); драматичного етюду «Дала дівчина хустину», відзначеного нагородою Світової Федерації Українських Жіночих Організацій. 
Отримала нагороду Українського літературного фонду (1956, Чикаго).

## Твори
- Спогади «З часів єжовщини» (1954).
- Повість «Бог вогню» (1956).
- Повість «Чудасій» (1956).
- Роман-дилогія «Жаїра» (1957–1958).
- Роман «Проти переконань» (1960).
- Повість «Руслом угору» (1973).
- Повість «Куди йшла стежка» (1961).
- Повість «Руслом угору»
- Повість «Каміння під косою» (Торонто, 1973) — про голодомор 1933.

## Публікації в Україні
- Каміння під косою. — К.: Глобус, 1994. — 126 с.
- Кафедра українських студій чи Кафедра малоросіянства // Сучасність. — 1996. — № 11.
- Як Іван-великан чортів перехитрив (З призабутих казок) //Літературна Хмельниччина XX століття: Хрестоматія. — Хмельницький, 2005. — С. 117–122.